# 인라이튼먼트 파운데이션 라이브러리
인라이튼먼트 파운데이션 라이브러리(Enlightenment Foundation Libraries, EFL)는 자유-오픈 소스 그래픽 라이브러리의 집합으로 인라이튼먼트 창 관리자 및 웨일랜드 컴포지터의 개발 중에 만들어졌다. EFL은 Enlightenment.org에 의해 개발되고 있으며 삼성전자, ProFUSION, Free.fr으로부터 후원을 받고 있다. 프로젝트는 EFL을 유연하지만 강력한, 그리고 인라이튼먼트 창 관리자 및 EFL을 기반으로 한 다른 소프트웨어 프로젝트들 모두에서 기능 확장을 쉽게 할 수 있는 도구의 집합으로 만드는데 초점을 두고 있다. 라이브러리들은 인라이튼먼트 0.17 버전을 위하여 작성되었는데, 스마트폰 또는 태블릿 PC와 같은 모바일 기기에서까지 효과적으로 작동할 수 있게 최적화되어 있다.

## 소프트웨어 아키텍처

### 핵심 요소

#### Evas
Evas는 EFL의 윈도우나 공간을 만드는 캔버스 라이브러리로, X 윈도우 환경에서 애플리케이션이 Evas를 통해 그릴수 있도록 해준다.

#### Edje
Edje는 애플리케이션이 UI와 분리시키기 위한 라이브러리이다.

#### Ecore
Ecore는 이벤트를 추상화 시키고, 모듈화 시켜 편리하게 사용할 수 있도록 만든 라이브러리로 다양한 일반적인 테스크를 간단하게 만들기 위한 의도로 만든 라이브러리이다.

#### Embryo
Embryo는 efl의 외의 다른 부분(예를 들어 edje)에 사용되는 스크립트 언어로, C와 비슷한 문법으로 쓰여져있고, SMALL 언어를 기반으로 만들어져 있다.

#### EET
EET는 라이브러리로 모든 타입의 데이터를 저장하고 불러올수 잇는 라이브러리로, 로컬환경 혹은 네트워크 스트림을 통해서 사용할 수 있다.

#### Eina
Eina는 EFL에서 사용되는 모든 데이터 타입들에 대한 기본적인 라이브러리이다.

### 더 이상 사용되지 않는 요소
- EWD (Ecore에 해당기능 추가)
- Estyle (Etox가 해당기능 흡수)
- Etox (사용되지 않음)
- Ebits (Edje로 대체)
- Evoak (개발 중단)
- Imlib2 (E17에서 Evas로 대체)
- EDB (EET로 대체)
- EXML
- EPEG (Evas로 인해 해당기능 사용하지 않음)
- Epsylon (Ethumb로 대체)
- Engrave (Edje가 해당기능 흡수)
- Esmart (개발 중단 및 Elementary가 더 나은 기능 제공)

## 같이 보기
- 인라이튼먼트
- 카르스텐 하이츨러